# روبرت فينك
روبرت فينك (مواليد 6 نوفمبر 1999) هو سباح أمريكي،حصل على ميداليتين ذهبتين في أولمبياد 2020.